# USS Chevalier (DD-805)
El USS Chevalier (DD-805) fue un destructor clase Gearing de la Armada de los Estados Unidos.

## Historia
Fue puesto en gradas el 12 de junio de 1944, botado el 29 de octubre de ese mismo año y puesto en servicio el 9 de enero de 1945. En los últimos meses de la Segunda Guerra Mundial, estuvo asignado en el Pacífico.
Fue convertido en destructor de piquete radar en 1949 y, a principios de los años cincuenta, volvió a participar de operaciones, durante la guerra de Corea.
En 1962, el buque recibió mejoras, bajo el programa FRAM II. Incorporado por la Armada de la República de Corea en 1972, pasó a llamarse Chung Buk (D-915). Se le instaló un sistema CIWS Phalanx. Fue desguazado en 2000.